# Beyoncé Knowles filmografi
Beyoncé Knowles har udgivet adskillige musikvideoer og arbejdet med mange instruktører, samtidig med at hun også har været med til producere nogle af dem. Hun havde sin første filmhovedrolle i Carmen: A Hip Hopera og sin første solooptræden i en musikvideo til soundtracksinglen "Work It Out" til filmen Austin Powers in Goldmember i 2001, hvor hun i samme film spillede den kvindelige hovedrolle. Efter opløsningen af Destiny's Child udgav Knowles sin første officielle musikvideo som solokunstner til sangen "Crazy in Love", hvor også rapperen Jay-Z medvirker. Sangen lå som nummer 1 i 8 uger på hitlisterne og videoen lå også i toppen af hitlisterne verdenen over, meget takket være videoens enkle opbygning og tema.
I 2006 medvirkede Beyoncé i to film, The Pink Panther som lå i toppen af hitlisterne med soundtracket "Check on It" og dennes lyserødefarvede musikvideo og Dreamgirls, som gav inspiration til hendes andet album B'Day. Den første single fra B'Day-albummet, sangen "Déjà Vu", hvor Jay-Z igen medvirkede. En række responser fra fans om videoen fortalte om "uacceptable interaktioner" mellem Knowles og Jay-Z i musikvideoen. Modtagelsen af denne musikvideo blev dog overdøvet af udgivelsen af "Ring The Alarm", hvor en mere energisk og farlige side af Knowles ses. Efter denne udgivelsen opnåede Knowles med musikvideoen til "Irreplaceable" endnu engang en topplacering på hitlisterne, igen på grund af videoens simple opbygning.

## Musikvideoer

### 2000–09
| År   | Musikvideo                                     | Kunstner(e)                             | Instruktør(er)          | Beskrivelser |
| ---- | ---------------------------------------------- | --------------------------------------- | ----------------------- | --- |
| 2000 | "I Got That"                                   | Amil (feat. Beyoncé)                    | Darren Grant og Jay-Z   | Eve laver gæsteoptræden. |
| 2002 | "Work It Out"                                  | Beyoncé                                 | Matthew Rolston         | Første solosoundtrack-musikvideo, som er 70'er disko-inspireret. Indeholder filmklip fra Austin Powers in Goldmember.                                                                                               |
| 2002 | "'03 Bonnie & Clyde"                           | Jay-Z (feat. Beyoncé)                   | Chris Robinson          | Er en 2003-version af Bonnie & Clyde, der flygter fra loven for at kunne være sammen med hinanden. Har inspiration fra True Romance                                                                                 |
| 2003 | "Crazy in Love"                                | Beyoncé (feat. Jay-Z)                   | Jake Nava               | Forskellige dansesekvenser og en bil der eksploderer. Ifølge Beyoncé er videoen en hyldest til "the evolution of a woman".                                                                                          |
| 2003 | "Dance with My Father"                         | Luther Vandross                         | Diane Martel            | Gæsteoptræden, hvor hun danser med hendes far og manager, Matthew Knowles. |
| 2003 | "Baby Boy"                                     | Beyoncé (feat. Sean Paul)               | Jake Nava               | Dansesekvenser i et hus med engelsk- og japansk-inspirerede rum. |
| 2004 | "Fighting Temptation"                          | Beyoncé, Missy Elliott, Free og MC Lyte | Antti Jokinen           | Inkluderer scener fra The Fighting Temptations. |
| 2004 | "Dirt off Your Shoulder"                       | Jay-Z                                   | Dave Meyers             | Gæsteoptræden. |
| 2004 | "Me, Myself and I"                             | Beyoncé                                 | Johan Renck             | Eftervirkningerne af et brud mellem et kærestepar, der bliver spillet baglæns. |
| 2004 | "Naughty Girl"                                 | Beyoncé                                 | Jake Nava               | Danser flirtende med Usher i en danseklub. |
| 2005 | "Check on It"                                  | Beyoncé (feat. Slim Thug og Bun B)      | Hype Williams           | Dansesekvenser i lyserødt tøj og baggrund, der skal lede tankerne hen til The Pink Panther. |
| 2006 | "Déjà Vu"                                      | Beyoncé (feat. Jay-Z)                   | Sophie Muller           | Dansesekvenser. En scene blev bandlyst for at have "unacceptable interactions" between Knowles and Jay-Z, interpreted by some as fellatio.                                                                          |
| 2006 | "Ring the Alarm"                               | Beyoncé                                 | Sophie Muller           | Knowles bliver bragt ind i et afhøringsrum, og laver en tribut til filmen Basic Instinct. |
| 2006 | "Irreplaceable" + "Irreemplazable"             | Beyoncé                                 | Anthony Mandler         | Knowles, der smider sin utro kæreste ud (spillet af Bobby Roache) |
| 2006 | "Listen" (Koncertoptræden)                     | Beyoncé                                 | Diane Martel            | Sceneoptagelser og klip fra filmen Dreamgirls |
| 2006 | "Listen" (Vogue Shoot Version)                 | Beyoncé                                 | Matthew Rolston         | Photo shoot-scener med klip fra Dreamgirls |
| 2007 | "Upgrade U"                                    | Beyoncé (feat. Jay-Z)                   | Melina Matsoukas        | Referer til designermærker og i nogle scener optræder Knowles som Jay-Z |
| 2007 | "Beautiful Liar"                               | Beyoncé & Shakira                       | Jake Nava               | De to sangerinder danser foran baggrund med kontraster. Begge sangerinder danser mavedans. |
| 2007 | "Kitty Kat"                                    | Beyoncé                                 | Melina Matsoukas        | Knowles, der er klædt ud som en kat og selv rider på en enorm kat. |
| 2007 | "Green Light"                                  | Beyoncé                                 | Melina Matsoukas        | Knowles og hendes back-up-band, Suga Mama, danser, mens de bruger musikinstrumenter som rekvisitter. Er inspireret af Robert Palmers musikvideo til "Addicted to Love".                                             |
| 2007 | "Flaws and All"                                | Beyoncé                                 | Cliff Watts og Beyoncé  | "Silly and goofy"/sort-og-hvid-video, der afslører en mere personlig side af Knowles. |
| 2007 | "Get Me Bodied" + Timbaland-remix feat. Voltio | Beyoncé                                 | Anthony Mandler         | Instruktionsvideo, hvor gæstestjerner som Destiny's Child-bandmedlemmer Kelly Rowland og Michelle Williams og Knowles' søster Solange Knowles ses. Har en 1960'er stil og laver dermed en tribut til Sweet Charity. |
| 2007 | "Freakum Dress"                                | Beyoncé                                 | Ray Kay                 | Forskellige kvinder af "forskellige race, størrelse, former og alder", der er iført farverigt metallisk-udseende tøj.                                                                                               |
| 2007 | "Suga Mama"                                    | Beyoncé                                 | Melina Matsoukas        | Knowles spiller en mand, som bliver til en kvinde. |
| 2007 | "Still in Love (Kissing You)"                  | Beyoncé                                 | Cliff Watts             | Hjemmevideo-stil med klip fra en strandtur. The video was recalled due to a lawsuit filed by Des'ree |
| 2008 | "If I Were a Boy" + "Si Yo Fuera un Chico"     | Beyoncé                                 | Jake Nava               | Kønsrolle-skift, som understreger ting, som mænd sårer deres kærester ved at gøre. |
| 2008 | "Single Ladies (Put a Ring on It]"             | Beyoncé                                 | Jake Nava               | J-Setting-koreografi, inspireret af Bob Fosses "Mexican Breakfast" |
| 2008 | "Diva"                                         | Beyoncé                                 | Melina Matsoukas        | Dans inde i et varehus, inden en bil sprænges i luften. |
| 2008 | "Halo"                                         | Beyoncé                                 | Philip Andelman         | Meget lys sceneri, der fremstiller kærligheden mellem Knowles og hendes kæreste meget himmelsk. (Kæresten spilles af Michael Ealy)                                                                                  |
| 2009 | "Ego" + Remix featuring Kanye West             | Beyoncé                                 | Beyoncé og Frank Gatson | "Stripped down"-koreografi foran en sort murstensvæg og rundt om en stol. |
| 2009 | "Broken-Hearted Girl"                          | Beyoncé                                 | Sophie Muller           | En slags drømmende tilbageblik på en tidligere romance på en strand. |
| 2009 | "Sweet Dreams"                                 | Beyoncé                                 | Adria Petty             | Dansesekvenser i asymmetriske kjoler og robotlignende kostumer, foran skiftende baggrunde og stor brug af visuelle effekter.                                                                                        |
| 2009 | "Video Phone (Extended Remix)"                 | Beyoncé (feat. Lady Gaga)               | Hype Williams           | Affyring af legetøjsvåben og stoledans. Åbningssekvensen er inspireret af Reservoir Dogs. |

### 2010–11
| År   | Musikvideo                                       | Kunstner(e)                 | Instruktør(er)              | Beskrivelse |
| ---- | ------------------------------------------------ | --------------------------- | --------------------------- | --- |
| 2010 | "Telephone"                                      | Lady Gaga (feat. Beyoncé)   | Jonas Åkerlund              | Fortsættelse af Lady Gagas "Paparazzi"-musikvideo. Knowles får Gaga ud af fængslet og dræber hendes kæreste, der spilles af Tyrese Gibson. Har referencer til Kill Bill, Caged Heat og Pulp Fiction.                       |
| 2010 | "Put It in a Love Song"                          | Alicia Keys (feat. Beyoncé) | Melina Matsoukas            | |
| 2010 | "Why Don't You Love Me" + MK Ultras remix-udgave | Beyoncé                     | Melina Matsoukas og Beyoncé | 1950'er-inspireret video, hvor Knowles som "B.B. Homemaker" udfører husholdningspligter, hvilket har referencer til Betty Draper                                                                                           |
| 2011 | "Move Your Body"                                 | Beyoncé                     | Melina Matsoukas            | En instruktionsvideo, hvor elever danser med Knowles som Professor B til koreografien af Frank Gatson. |
| 2011 | "Run the World (Girls)"                          | Beyoncé                     | Francis Lawrence            | Knowles leder en hær af 200 kvindelige dansere i en kompliceret koreografi, der skal antyde at Knowles laver en revolution til fordel for kvinder. Videoen gør brug af dyr, deriblandt løver og hyæner.                    |
| 2011 | "Best Thing I Never Had"                         | Beyoncé                     | Diane Martel                | Knowles, der gør sig klar til sit bryllup, alt i mens hun tænker tilbage på sin high school-kæreste, som hun gik til "prom" med. Hun går derefter ned mod alteret mod sin nye kærlighed og danser med ham til receptionen. |

### Bemærkninger
1. ↑  En alternativ version af "Me, Myself and I" blev afsløret på internettet den 29. maj, 2010. Ulig den originale vversion, går den anden version ikke baglæns og inkluderer et pars garderobe, der ændrer sig og tilføjede scener.[11]
2. ↑  En alternativ video til "Halo" kom frem på internettet i maj 2010. Den viser Knowles, der kører ned af snoede veje, hvor hun finder sin kæreste, der er blevet dræbt af politiet. Denne nye version af videoen indeholder også klip fra den oprindelige video, men meget er blevet erstattet af klip, hvor kæresten bliver overfaldet af hunde, hvorefter Knowles finder ham død og tænker tilbage på deres minder sammen.[44]
3. ↑  To alternative versioner af "Ego"-musikvideoen er blevet udgivet; en video for sangens remix, hvor Kanye West ses i et rum med et følgespot.[46][47]

## Filmografi
Dette er en kronologisk liste over film og tv-programmer, hvori Beyoncé har optrådt.
| År   | Film                        | Rolle           | Bemærkninger           |
| ---- | --------------------------- | --------------- | ---------------------- |
| 2001 | Carmen: A Hip Hopera        | Carmen Brown    | Hovedrolle             |
| 2002 | Austin Powers in Goldmember | Foxxy Cleopatra | Kvindelige hovedroller |
| 2003 | The Fighting Temptations    | Lilly           | Lead Role              |
| 2006 | The Pink Panther            | Xania           | Supporting Role        |
| 2006 | Dreamgirls                  | Deena Jones     | Lead Role              |
| 2008 | Cadillac Records            | Etta James      | Supporting Role        |
| 2009 | Obsessed                    | Sharon Charles  | Hovedrolle             |
| 2012 | A Star is Born              | Esther Blodgett | Hovedroller            |

| År   | Reklame                    | Bemærkninger |
| ---- | -------------------------- | --- |
| 2001 | Pepsi's Carmen             | Sangen Carmen: A Hip Hopera blev brugt |
| 2003 | Pepsi                      | med Jennifer Lopez & David Beckham |
| 2003 | True Star                  | Duftreklame |
| 2004 | Pepsi "We Will Rock You"   | med Britney Spears & P!nk |
| 2005 | Wal-Mart Christmas         | med Destiny's Child |
| 2007 | American Express           | I juli 2007 indgik Knowles en aftale med American Express Company om at optage en reklame. AmEx-reklamen blev instrueret og optaget af den berømte fotograf Annie Leibovitz i Charlotte, North Carolina, og i reklamen medvirker også Knowles' mor, Tina Knowles. |
| 2007 | Samsung F300               | |
| 2007 | Direkte-tv                 | Dele af musikvideoen til "Upgrade U" blev taget om og brugt som en reklame for HD-satellit-tv. |
| 2007 | L'Oreal Infallible         | |
| 2007 | Diamonds                   | I reklamen, hvor Knowles promoverer Emporio Armanis "Diamonds", synger hun sin egen version af Marilyn Monroes klassiker "Diamonds Are a Girl's Best Friend" (1949). |
| 2008 | American Express           | Knowles gik sammen med Ellen DeGeneres om denne reklame. |
| 2008 | L'Oreal Feria Hair Color   | Reklamen for Feria hår-farve medvirker også Knowles' søster Solange. I reklamen ses Knowles med vindblæst blond hår og en hudfarve som New York Post senere har kaldt "chokerende". Da billeder fra reklamerne i september-udgaven af magasinet Elle kom begyndte bloggere og kritikere at tale om at billederne måtte være redigeret for at give sangerinden en lysere hud. Sammenlignet med tidligere billeder, så disse nye billeder ud til at være flere toner lysere. Hvor Knowles ikke kom nogen kommentarer omkring episoden, har en talsperson fra L'Oréal benægtet beskyldningerne: "Vi er meget glade for vores arbejde med Ms. Knowles. Det er på det strengeste ikke sandt at L'Oréal Paris har ændret Ms. Knowles' hudfarve i kampagnen." |
| 2009 | L'Oreal True Match         | Knowles medvirkede sammen med Eva Longoria og Elizabeth Banks. I reklamen ses tre talspersoner fra L'Oreal Paris, der taler om firmaets nye True Match Super-Blendable Compact Makeup SPF 17. |
| 2009 | Crystal Geyser             | "Sweet Dreams" blev brugt i reklamen, som Knowles lavede for Crystal Geyser. On it she appears dancing and drinking water while the song is played in the background. |
| 2009 | "Rhythm Heaven"            | Nintendo hired Knowles to push its wares on the mainstream market. In the spot, she adores the upcoming DSi handheld and quirky music game Rhythm Heaven. |
| 2009 | Helping Hand               | Knowles also teamed up with the "Show Your Helping Hand" hunger relief initiative and General Mills Hamburger Helper. The goal was to help Feeding America deliver more than 3.5 million meals to local food banks. Knowles encouraged her fans to bring non-perishable groceries to her US concert tour stops. |
| 2010 | Style Savvy/Style Boutique | Knowles optog to reklamer for Style Savvy, et nyt modevideospil til Nintendo DS og Nintendo DSi. Fem designs fra Knowles' eget tøjfirma House of Deréons tøjlinie blev senere mulige at downloade til Style Savvy. |
| 2010 | Vizio LCD HDTV             | Promoverede Vizios serie af internetforbundne fjernsyn. Instrueret af Wally Pfister og blev transmitteret under Super Bowl XLV. |
| 2010 | Heat                       | I reklamen ses Knowles iført næsten ingenting inde i et dampende rum, imens hendes coverversion af sangen "Fever" spiller. I Storbritannien måtte reklamen først vises efter kl. 19.30 om aftenen på grund af de yngre seere. |
| 2010 | Vizio LCD HDTV             | Instrueret af Jake Nava, og Knowles ses slås med sig selv for at få en mands opmærksomhed. I reklamen bruges sangen "Why Don’t You Love Me". |
| 2010 | C&A                        | |
| 2010 | L'Oréal Infallible         | Knowles påfører L'Oréal Infallible-læbestik |
| 2011 | L'Oréal Paris Féria        | Promovering af L'Oréal Paris Féria-hårfarver, hvor sangen "Naughty Girl" bruges. |
| 2011 | Target Corporation         | Promovering af Target-exclusive deluxe-udgaven af 4, der indeholder sange som "1+1" og "Countdown" |

| År   | Tv-show                           | Rolle    | Bemærkninger                                |
| ---- | --------------------------------- | -------- | ------------------------------------------- |
| 2003 | The Wayne Brady Show              | Sig selv | Promovering af The Fighting Temptations     |
| 2004 | Fade to Black                     | Sig selv |                                             |
| 2005 | All of Us                         | Sig selv |                                             |
| 2007 | My Night at the Grammys           | Sig selv | Interview                                   |
| 2009 | Wow! Wow! Wubbzy!: Wubb Idol      | Shine    | Lægger stemme til Glisten, Sparkle og Shine |
| 2009 | Beyoncé: For the Record           | Sig selv | Dybdegående interview                       |
| 2010 | Britain's Next Top Model, Cycle 6 | Sig selv | Gæstestjerne                                |
| 2011 | American Idol (season 10)         | Sig selv | Mentor/Final gæstestjerne/optræder          |
| 2011 | Beyoncé: Year of 4                | Sig selv | Promovering for 4                           |